# Педро де Кастро Фигероа-и-Саласар
Педро де Кастро Фигероа-и-Саласар, 1-й герцог де ла Конкиста, 1-й маркиз де Грасия Реаль (исп. Pedro de Castro Figueroa y Salazar, I duque de la Conquista, I marqués de Gracia Real; 8 декабря 1678, Сан-Хулиан-де-Села, Ла-Корунья, королевство Испания — 22 августа 1741, Мехико, вице-королевство Новая Испания) — испанский военный и государственный деятель, президент королевства Сицилия (1735—1737), вице-король Новой Испании (1740—1741).

## Биография
Родился 8 декабря 1678 года в семье идальго Хасинто де Кастро-и-Фигероа и его жены Изабель де Саласар-и-Альдао. Выбрал военную карьеру и дослужился до звания сержанта-майора(подполковника) в гвардейской пехоте. Позже он получил звания фельдмаршала и генерал-капитана королевской армии.
4 октября 1729 году в благодарность за его достижения испанский король Филипп V пожаловал ему титул маркиза де Грасиа Реаль. 
25 мая 1734 года в ходе войны за польское наследство участвовал в битве при Битонто. 4 октября 1735 года новый король Сицилии Карл V пожаловал ему титул герцога де ла Конкиста в награду за участие в победоносном походе в южную Италию и Сицилию.
В 1735—1737 годах Педро де Кастро исполнял обязанности президента королевства Сицилия.
В мае 1739 года Педро де Кастро был назначен вице-королём Новой Испании. Из-за смерти жены его отъезд в Мехико был отложен до апреля 1740 года. Испания в то время находилась в состоянии войны с Англией, и свита Кастро была разделена между несколькими голландскими кораблями из соображений безопасности. Конвой столкнулся с сильным штормом на пути через Атлантику и был атакован британскими фрегатами на участке между Пуэрто-Рико и материком. Кастро и его ближайшим соратникам удалось спастись на шлюпке и высадиться в Сан-Хуане, но корабль с ценностями и документами попал в руки англичан, которые увезли его на Ямайку.
20 июня 1740 года вице-король прибыл в порт Веракрус без письма о назначении. Однако его предшественник на посту архиепископ Хуан Антонио де Висаррон-и-Эгиаррета признал его законным преемником, и в августе 1740 года состоялась инаугурация с торжественным въездом в Мехико.
Война с британцами определила его пребывание в должности. Вице-королевство было плохо защищено, и окружено французами с севера и англичанами на карибском побережье. Он укрепил оборону портов Веракруса и противоположного форта Сан-Хуан-де-Улуа от неизбежных атак британских военных кораблей. Британцы под командованием генерала Джеймса Оглторпа атаковали Сан-Агустин и взяли Портобело. В то же самое время Картахена под командованием адмирала Бласа де Лезо выдержала атаки войск Эдварда Вернона. Кастро создал гражданское ополчение для защиты побережья, которое он назвал Армия Короны (исп. Ejército de la Corona).
При нём на серебряных рудниках Сакатекаса была улучшена дренажная система, что увеличило добычу серебра. Он также смог платить более высокие налоги испанской короне с Филиппин.
Летом 1741 года он отправился в Веракрус, чтобы проверить, как идёт строительство укреплений. Там он страдал от сильной лихорадки, которая привела к геморрагической дизентерии. Хотя ему все же удалось вернуться в Мехико, он умер там 22 августа 1741 года. Был похоронен в Алтаре Королей кафедрального собора Мехико.
Королевская аудиенсия Мексики под председательством Педро Мало де Вильявисенсио временно взяла на себя руководство вице-королевством, пока испанский двор не выбрал и не послал преемника.

## Награды
- Орден Сантьяго (королевство Испания)
- Орден Святого Януария (королевство Неаполь и Сицилия)

## Семья
30 апреля 1713 года женился на Бернарде де Аскаррага-и-Абаунса. В браке родилось трое детей:
- Бернардо де Кастро-и-Аскаррага (13 марта 1718, Мадрид — ?) — 2-й герцог де ла Конкиста, 2-й маркиз де Грасия Реаль, рыцарь ордена Калатравы.
- Педро де Кастро-и-Аскаррага (18 апреля 1723, Мадрид — ?) — военный, рыцарь ордена Калатравы.
- Хосефа де Кастро-и-Аскаррага